# 1909 w literaturze
Wydarzenia literackie w 1909 roku.

## Wydarzenia
- zagraniczne
  - Filippo Tommaso Marinetti opublikował w Paryżu Manifest Futurystyczny
  - w Rzymie przy Schodach Hiszpańskich ustawiono pomnik ku czci Johna Keatsa i Shelleya
  - amerykańska Rada Uproszczenia Pisowni wydała słownik trudnych wyrazów
  - założono Chińską Bibliotekę Narodową w Pekinie
  - założono wydawnictwo naukowe Mondadori
  - założono wydawnictwo Kōdansha

## Nowe książki
- polskie
  - Helena Mniszkówna – Trędowata
  - Włodzimierz Perzyński – Michalik z PPS
  - Władysław Reymont – Chłopi
  - Henryk Sienkiewicz – Dzieci
- zagraniczne
  - Frances Hodgson Burnett
    - Kraina błękitnych kwiatów (The Land of the Blue Flower)
    - Tajemniczy ogród (The Secret Garden)

  - Jack London – Martin Eden
  - Lucy Maud Montgomery – Ania z Avonlea (Anne of Avonlea)

## Nowe dramaty
- polskie
  - Stefan Żeromski – Róża

## Nowe poezje
- zagraniczne
  - Ezra Pound
    - Uniesienia (Exultations)
    - Personae
- poezje obce w przekładzie polskim
  - Edward Porębowicz – Pieśni ludowe celtyckie, germańskie, romańskie

## Nowe prace naukowe
- zagraniczne
  - Włodzimierz Lenin – Materializm a empiriokrytycyzm

## Urodzili się
- 10 stycznia – Mae Virginia Cowdery, amerykańska poetka (zm. 1953)
- 18 stycznia – Oskar Davičo, serbski pisarz i publicysta (zm. 1989)
- 29 stycznia – Harold Q. Masur, amerykański prawnik i autor powieści kryminalnych (zm. 2005)
- 7 lutego – Anna Świrszczyńska, polska poetka, dramatopisarka, prozaiczka (zm. 1984)
- 14 lutego
  - Abraham Moses Klein, kanadyjski pisarz pochodzenia żydowskiego (zm. 1972)
  - Anna Milska, polska pisarka i tłumaczka (zm. 1987)
- 18 lutego – Pandelis Prevelakis, grecki pisarz, poeta, dramaturg i eseista (zm. 1986)
- 20 lutego – Rog Phillips, amerykański pisarz s-f (zm. 1966)
- 24 lutego – August Derleth, amerykański pisarz i wydawca (zm. 1971)
- 25 lutego – Ernst Erich Noth, niemiecko-amerykański literaturoznawca i pisarz (zm. 1983)
- 28 lutego – Stephen Spender, angielski poeta i prozaik oraz tłumacz literatury hiszpańskiej (zm. 1995)
- 3 marca – Agnieszka Barłóg, polska pisarka (zm. 1994)
- 6 marca
  - Stanisław Jerzy Lec, polski poeta, satyryk i aforysta (zm. 1966)
  - Shōhei Ōoka, japoński pisarz (zm. 1988)
- 12 marca – Petras Cvirka, litewski pisarz (zm. 1947)
- 19 marca – Józef Łobodowski, polski poeta, prozaik, tłumacz (zm. 1988)
- 22 marca – Gabrielle Roy, kanadyjska pisarka francuskojęzyczna (zm. 1983)
- 28 marca – Nelson Algren, amerykański pisarz (zm. 1981)
- 31 marca – Robert Brasillach, francuski poeta, dramaturg, prozaik, krytyk literacki, publicysta i tłumacz (zm. 1945)
- 8 kwietnia – John Fante, amerykański pisarz (zm. 1983)
- 13 kwietnia – Eudora Welty, amerykańska pisarka (zm. 2001)
- 19 kwietnia – Marian Podkowiński, polski pisarz i publicysta (zm. 2006)
- 29 kwietnia – Elżbieta Szemplińska-Sobolewska, polska pisarka i poetka (zm. 1991)
- 1 maja
  - Janis Ritsos, grecki poeta (zm. 1990)
  - Zbigniew Uniłowski, polski pisarz (zm. 1937)
- 5 maja – Miklós Radnóti, węgierski poeta (zm. 1944)
- 13 czerwca – Vladimír Neff, czeski pisarz i tłumacz (zm. 1983)
- 19 czerwca – Osamu Dazai, japoński prozaik (zm. 1948)
- 25 czerwca – Dimityr Dimow, bułgarski pisarz (zm. 1966)
- 28 czerwca – Eric Ambler, angielski pisarz (zm. 1998)
- 1 lipca – Juan Carlos Onetti, urugwajski pisarz (zm. 1994)
- 5 lipca – Anna Maria Achenrainer, austriacka poetka i pisarka (zm. 1972)
- 13 lipca – Paul Alexander Bartlett, amerykański prozaik i poeta (zm. 1990)
- 19 lipca – Balamaniamma, indyjska poetka (zm. 2004)
- 28 lipca – Malcolm Lowry, brytyjski powieściopisarz i poeta (zm. 1957)
- 1 sierpnia
  - Helena Bychowska, pisarka i tłumaczka (zm. 1959)
  - Henryk Worcell, polski pisarz (zm. 1982)
- 3 sierpnia – Stanisław Piętak, polski poeta i prozaik (zm. 1964)
- 11 sierpnia – Uku Masing, estoński poeta i tłumacz (zm. 1985)
- 19 sierpnia – Jerzy Andrzejewski, polski pisarz (zm. 1983)
- 20 sierpnia – Martin A. Hansen, duński powieściopisarz (zm. 1955)
- 11 września – Joachim Fernau, niemiecki pisarz i dziennikarz (zm. 1988)
- 16 września – Klementyna Sołonowicz-Olbrychska, polska pisarka (zm. 1995)
- 12 października – Dorothy Livesay, kanadyjska poetka (zm. 1996)
- 17 października – Juliusz Wiktor Gomulicki, polski historyk literatury, edytor, eseista (zm. 2006)
- 5 listopada – Milena Pavlović-Barili, serbska malarka i poetka (zm. 1945)
- 10 listopada – Paweł Jasienica, polski pisarz (zm. 1970)
- 12 listopada – Laxmi Prasad Devkota, nepalski pisarz i polityk (zm. 1959)
- 16 listopada – Michio Mado, japoński poeta (zm. 2014)
- 26 listopada – Eugène Ionesco, francuski dramaturg (zm. 1994)
- 27 listopada – James Agee, amerykański powieściopisarz, poeta i dziennikarz (zm. 1955)
- 2 grudnia – Marion Dönhoff, niemiecka pisarka i dziennikarka (zm. 2002)

## Zmarli
- 7 lutego – Catulle Mendès, francuski poeta, dramaturg, powieściopisarz (ur. 1841)
- 6 marca – Gustaf Geijerstam, szwedzki pisarz (ur. 1858)
- 24 marca – John Millington Synge, irlandzki dramaturg, poeta i prozaik (ur. 1871)
- 9 kwietnia – Paschal Grousset, francuski pisarz s-f, tłumacz i polityk (ur. 1844)
- 10 kwietnia – Algernon Charles Swinburne, angielski poeta i dramaturg (ur. 1837)
- 10 maja – Shimei Futabatei, japoński pisarz i tłumacz literatury (ur. 1864)
- 18 maja – George Meredith, angielski powieściopisarz i poeta (ur. 1828)
- 11 czerwca – Jakub Gordin, żydowski dramatopisarz i tłumacz (ur. 1853)
- 24 czerwca – Sarah Orne Jewett, amerykańska pisarka (ur. 1849)
- 11 lipca – Hans Hoffmann, niemiecki pisarz (ur. 1848)
- 22 lipca – Detlev von Liliencron, niemiecki poeta, prozaik i dramaturg (ur. 1844)
- 26 lipca – William Reed Huntington, amerykański poeta (ur. 1838)
- 15 sierpnia – Euclides da Cunha, brazylijski pisarz (zm. 1866)
- 21 sierpnia – George Cabot Lodge, amerykański poeta (ur. 1873)
- 16 października – Jakub Bart-Ćišinski, serbołużycki poeta, pisarz i dramatopisarz (ur. 1856)
- 18 listopada
  - Richard Watson Gilder, amerykański poeta (ur. 1844)
  - Renée Vivien, angielska pisarka tworząca w języku francuskim (ur. 1877)
- 19 listopada – John B. Tabb, amerykański ksiądz, prozaik i poeta (ur. 1845)
- John Boyd Thacher – amerykański polityk i pisarz, biograf Kolumba (ur. 1837)

## Nagrody
- Nagroda Nobla – Selma Lagerlöf
- Nagroda Goncourtów – Marius-Ary Leblond, En France